# Зажицький Георгій Семенович
Георгій Семенович Зажицький (5 лютого 1946 , Луга, Ленінградська область ) — радянський фехтувальник на шпагах, бронзовий призер Олімпійських ігор 1972 року, чемпіон світу.

## Виступи на Олімпіадах
| Олімпіада   | Дисципліна     | Місце |
| ----------- | -------------- | ----- |
| Мюнхен 1972 | командна шпага | 3     |